# Iron Man and X-O Manowar in Heavy Metal
Iron Man and X-O Manowar in Heavy Metal est un jeu vidéo d'action développé par Realtime Associates et édité par Acclaim Entertainment, sorti en 1996 sur DOS, Saturn, PlayStation, Game Boy et Game Gear.

## Accueil
- Electronic Gaming Monthly : 3,75/10 (GG)[1]
- GameSpot : 5,2/10 (SAT)[2]
- IGN : 3/10 (PS1)[3]